# (3052) Herzen
Pour les articles homonymes, voir Herzen.
(3052) Herzen est un astéroïde de la ceinture principale, découvert le 16 décembre 1976 par Lioudmila Tchernykh à l'observatoire d'astrophysique de Crimée.
Son nom lui a été donné en hommage à l'écrivain révolutionnaire Alexandre Ivanovitch Herzen (Moscou 1812 - Paris 1870).